# Parque nacional de Connemara
El parque nacional de Connemara (en gaélico Páirc Naisiúnta Chonamara) es uno de los seis parques nacionales de la República de Irlanda que es administrado por el National Parks and Wildlife Service del Departamento de Medio Ambiente, Patrimonio y Gobierno local. Se encuentra en el oeste de Irlanda dentro del condado de Galway. 
El parque nacional de Connemara se fundó e inauguró en 1980. Se extiende por 2.957 hectáreas de montañas, turberas, brezales, hierbas y bosques. La entrada se encuentra en el lado de Clifden de Letterfrack. Hay muchos restos de civilización humana dentro del parque. Hay un cementerio del siglo XIX así como tumbas megalíticas de cuatro mil años de antigüedad. Gran parte de la tierra fue en el pasado parte del patrimonio de la abadía Kylemore.